# Cantone di Neuvy-Saint-Sépulchre
Il Cantone di Neuvy-Saint-Sépulchre è una divisione amministrativa dell'arrondissement di La Châtre.
A seguito della riforma approvata con decreto del 18 febbraio 2014, che ha avuto attuazione dopo le elezioni dipartimentali del 2015, è passato da 12 a 25 comuni.

## Composizione
I 12 comuni facenti parte prima della riforma del 2014 erano:
- Cluis
- Fougerolles
- Gournay
- Lys-Saint-Georges
- Maillet
- Malicornay
- Mers-sur-Indre
- Montipouret
- Mouhers
- Neuvy-Saint-Sépulchre
- Sarzay
- Tranzault

Dal 2015 i comuni appartenenti al cantone sono i seguenti 25:
- Aigurande
- La Buxerette
- Buxières-d'Aillac
- Chassignolles
- Cluis
- Crevant
- Crozon-sur-Vauvre
- Fougerolles
- Gournay
- Lourdoueix-Saint-Michel
- Lys-Saint-Georges
- Le Magny
- Maillet
- Malicornay
- Mers-sur-Indre
- Montchevrier
- Montgivray
- Montipouret
- Mouhers
- Neuvy-Saint-Sépulchre
- Orsennes
- Saint-Denis-de-Jouhet
- Saint-Plantaire
- Sarzay
- Tranzault